# Сожжённый район

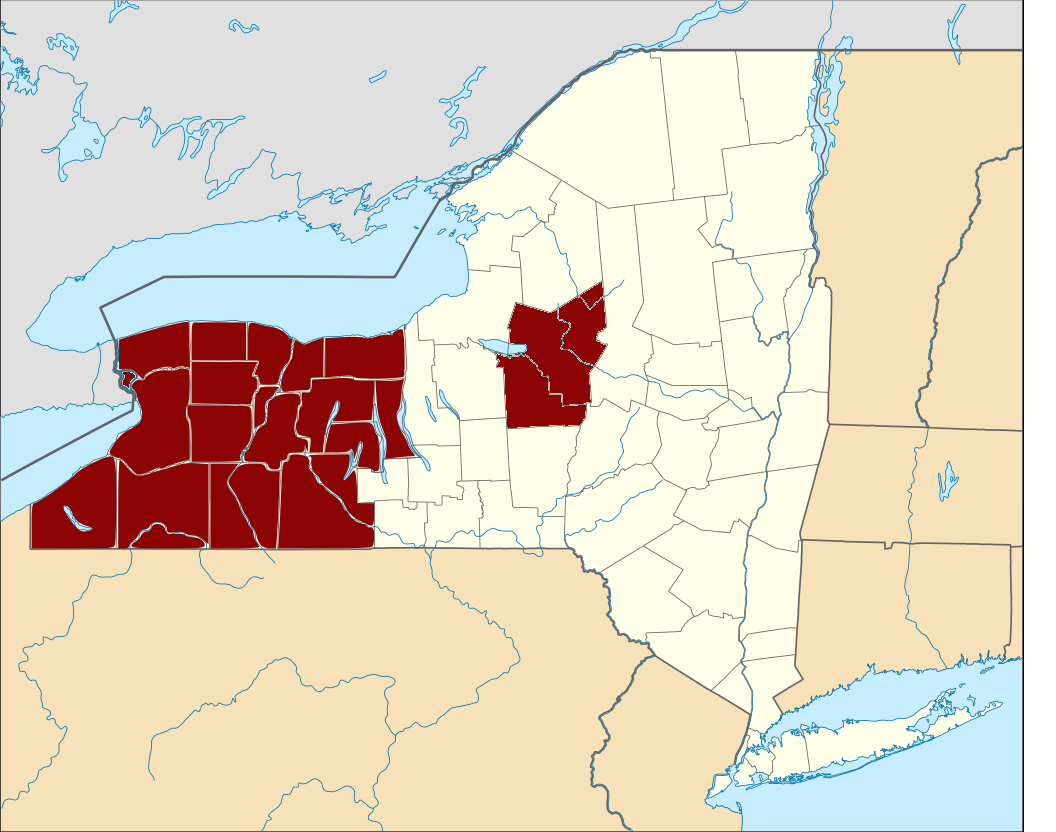
Карта, показывающая округа Нью-Йорка, считающиеся частью «Сожженного округа»

«Сожжённый район» — термин описывающий западные и центральные части штата Нью-Йорк США в начале XIX века. В те времена здесь происходили религиозные возрождения и формировались новые движения в рамках Второго великого пробуждения. Духовный пыл распространялся по этим территориям с такой силой, что напоминал лесной пожар.

Чарльз Грандисон Финни (1792—1875) ввёл в обиход это понятие: в его посмертно опубликованной в 1876 году книге «Автобиография Чарльза Г. Финни» упоминается «сожженная местность», которая располагалась в центральной и западной частях штата Нью-Йорк в период Второго пробуждения:
Я обнаружил этот регион страны, который на западный манер можно было бы назвать «сожженным краем». Несколько лет назад здесь разразилось дикое волнение, которое местные называли религиозным возрождением, но оно оказалось иллюзорным. Это было экстравагантное движение, вызвавшее такую мощную реакцию, что многие начали сомневаться в самой сути религии. Особенно мужчины, которые, увидев в этом возрождении угрозу, решили противостоять всему, что могло способствовать его развитию.
Эти поддельные действия вызвали тревогу по поводу возрождений, где Финней был влиятельным проповедником.
Религиозное возрождение того времени было связано с реформаторскими движениями, такими как отмена рабства, борьба за права женщин, утопические социальные эксперименты, антимасонство, мормонизм, сухой закон, вегетарианство и адвентизм седьмого дня. Эти движения расширили «сожженный» регион, включив в него другие части северной части штата Нью-Йорк.
Исследование этого явления началось в 1951 году с Уитни Р. Кросса. Позже, в последней четверти XX века, ученые пересмотрели влияние религиозного рвения на регион. Линда К. Притчард, используя статистику, доказала, что религиозность сожженного района была типичной для штата Нью-Йорк, долины реки Огайо и всей страны. Однако более поздние исследования утверждают, что эти религиозные возрождения в Западном Нью-Йорке имели уникальное и долговременное влияние на религиозную и общественную жизнь США.

## Религия
В эпоху расцвета канала Эри Западный Нью-Йорк оставался американской границей. Профессиональных священников было мало, и многие служители были самоучками, увлеченными народной религией. Евангелисты активно обращали людей в протестантские секты, такие как конгрегационалисты, баптисты и методисты. Обращенные в нонконформистские группы присоединились к многочисленным новым религиозным движениям, основанным мирянами в начале XIX века. Среди них:
- Движение Святых последних дней, крупнейшей ветвью которого является Церковь Иисуса Христа Святых последних дней, зародилось около 1828 года. Джозеф Смит-младший, живший в этом районе, утверждал, что ангел Мороний указал ему место, где были спрятаны Золотые листы — источник Книги Мормона, недалеко от Пальмиры в штате Нью-Йорк.
- Миллериты появились около 1834 года. Их лидером был Уильям Миллер, фермер из Лоу-Хэмптона, штат Нью-Йорк. Он предсказывал, что Второе пришествие Иисуса Христа состоится 22 октября 1844 года. Эта идея быстро завоевала популярность в западной части штата Нью-Йорк. Некоторые идеи Миллера до сих пор поддерживаются адвентистскими церквями, такими как адвентисты седьмого дня.
- Сестры Фокс из Хайдсвилля в штате Нью-Йорк в 1848 году провели первые спиритические сеансы, постукивая по столу. Это привело к возникновению американского спиритуалистического движения. Центрами этого движения стали приют Лили-Дейл и Плимутская спиритуалистическая церковь в Рочестере. Спиритуализм учил, что можно общаться с духами умерших.
- Шейкеры основали свою общинную ферму в центре штата Нью-Йорк в 1826 году. В 1837 году их движение пережило возрождение. Первое поселение шейкеров в Америке, также община с фермой, появилось в 1776 году к северу от Олбани. Сейчас это город Колони. Мать Энн Ли, лидер шейкеров, похоронена на кладбище шейкеров в историческом районе Уотервлиет[10].
- Общество Онайда стало известной утопической группой. В 1848 году они основали успешное сообщество в центре штата Нью-Йорк, которое распалось в 1881 году. Общество прославилось своими уникальными взглядами на брак и воспитание детей. Пары подбирались комитетом, а дети воспитывались коллективно.
- Социальное Евангелие возникло благодаря Вашингтону Глэддену, который жил в Овего, штат Нью-Йорк, в детстве и юности. Его идеи развил Вальтер Раушенбуш из Рочестера.
- Колонии Эбенезер называли себя Конгрегациями истинного вдохновения. Они начали свое существование в Нью-Йорке, недалеко от Буффало, в городе Уэст-Сенека. В поисках большей изоляции они переехали в Айову в 1856 году, создав колонию Амана.

## Социальные и политические реформы
Помимо религиозной активности, так называемый «сожженный район» славился социальным радикализмом. Институт Онейда, действовавший с 1827 по 1843 год, был центром аболиционизма и первым колледжем в стране, который принимал чернокожих студентов наравне с белыми. Нью-Йоркский центральный колледж, просуществовавший недолго, стал первым учебным заведением, принимавшим чернокожих студентов и женщин одновременно. Он также первым нанял афроамериканских преподавателей. Университет Альфреда — старейший колледж в США, где женщины могут обучаться по всем программам, а не только по специализированным.
Элизабет Кейди Стэнтон, одна из первых американских феминисток, жила в Сенека-Фолс, штат Нью-Йорк, в середине XIX века. В 1848 году она и другие активисты организовали там съезд, посвященный правам женщин, включая избирательное право.
Начиная примерно с 1816 года, этот обширный регион стал основным местом, откуда черпали сторонников представители фурьеристского утопического социалистического движения. В качестве примера можно привести общину Сканителс в центре Нью-Йорка, основанную в 1843 году. Также к числу утопических групп относилось общество Онейда.
В результате радикальной реформы северная часть штата Нью-Йорк породила множество патриотов-охотников. Некоторые из них добровольно отправились в Канаду во время Отечественной войны 1837—1838 годов.

## Расположение
В общих чертах, округ представляет собой территорию в штате Нью-Йорк, расположенную между озёрами Фингер-Лейкс и Эри. В его состав входят следующие округа: